# Lesbonatte
Lesbonatte (in greco antico: Λεσβῶναξ?, Lesbônax; ... – II secolo) è stato un retore greco antico, di cui sono tramandate tre declamazioni.
Non si hanno notizie dettagliate sulla sua vita e sulla sua produzione letteraria; da alcuni autori è stato identificato con Lesbonatte di Mitilene, un autore erotico.